# Dennis Bonvie
Dennis Kevin Bonvie (* 23. Juli 1973 in Frankville, Nova Scotia) ist ein ehemaliger kanadischer Eishockeyspieler und derzeitiger -scout, der im Verlauf seiner aktiven Karriere zwischen 1991 und 2008 unter anderem 93 Spiele für die Edmonton Oilers, Chicago Blackhawks, Pittsburgh Penguins, Boston Bruins, Ottawa Senators und Colorado Avalanche in der National Hockey League auf der Position des linken Flügelstürmers bestritten hat. Den Großteil seiner Karriere verbrachte Bonvie, der den Spielertyp des Enforcers verkörperte, jedoch in der American Hockey League, wo er 977 Partien für acht verschiedene Teams absolvierte. Mit 4493 erhaltenen Strafminuten – allein in 871 Spielen der regulären Saison – ist er dort unangefochtener Rekordhalter in dieser Statistik.

## Karriere
Bonvie verbrachte seine Juniorenzeit zunächst von 1989 bis 1991 in seiner Heimatprovinz Nova Scotia bei den Antigonish Bulldogs in der Nova Scotia Junior Hockey League. Nachdem sich der Stürmer in seiner ersten Spielzeit beim Team mit 45 Punkten und lediglich 52 Strafminuten in 50 Einsätzen als profitabler Scorer erwies, folgte im nächsten Spieljahr die Umschulung zum Enforcer. In 40 Begegnungen punktete er lediglich neunmal, erhielt aber 347 Strafminuten. Zur Saison 1991/92 verließ Bonvie die Bulldogs und wechselte in die höherklassige Juniorenliga Ontario Hockey League, wo er zum Beginn der Spielzeit für die Kitchener Rangers auf dem Eis stand. Diese fanden für die Fähigkeiten des Enforcers nur wenig Verwendung und transferierten ihn nach sieben Einsätzen zum Ligakonkurrenten North Bay Centennials. Bei den Centennials verbrachte Bonvie knapp zwei Jahre bis zum Ende seiner Juniorenkarriere im Frühjahr 1993.
Zur Spielzeit 1993/94 wechselte Bonvie in den Profibereich, als der ungedraftete Free Agent von den Cape Breton Oilers aus der American Hockey League unter Vertrag genommen wurde. Dort konnte er die Offiziellen des Partnerklubs Edmonton Oilers aus der National Hockey League derart überzeugen, sodass er im August 1994 einen Vertrag Edmontons mit Gültigkeit für die NHL angeboten bekam. Aufgrund des Lockouts und des verspäteten Beginns der NHL-Saison 1994/95 dauerte es bis zum April 1995, ehe er sein erstes von insgesamt zwei Spielen für die Edmonton Oilers in dieser Saison bestritt. In der AHL, wo er auch den Großteil der Spieljahres 1995/96, wurde er im Jahr 1995 zum AHL All-Star Classic eingeladen – die einzige individuelle Auszeichnung seiner Karriere.
Nach zwei Spieljahren mit sporadischen Einsätzen in der NHL verbrachte der Angreifer die gesamte Saison 1996/97 bei Edmontons neuem Farmteam, den Hamilton Bulldogs. Mit 522 Strafminuten im Saisonverlauf stellte er einen neuen Rekord für die Liga auf, der erst im Spieljahr 2004/05 von Brian McGrattan mit 551 Minuten gebrochen wurde. Auch in der folgenden Saison spielte er wieder hauptsächlich in Hamilton, erhielt im Gegensatz zum Vorjahr aber auch wieder Einsatzminuten bei den Oilers in der NHL. Im Oktober 1998 endete das Engagement des Kanadiers in Edmonton, als er im NHL Waiver Draft von den Chicago Blackhawks ausgewählt wurde. In Chicago schien Bonvie sich in der NHL zu etablieren, da er zwischen Oktober 1998 und Januar 1999 mit elf Spielen nahezu so viele wie in den vier Jahren in Edmonton bestritt. Allerdings wurde er Anfang Januar 1999 im Tausch für Frank Bialowas zu den Philadelphia Flyers transferiert. Die Flyers setzten ihn bis zum Saisonende ausschließlich in der AHL bei ihrem Kooperationspartner, den Philadelphia Phantoms, ein.
Da die Flyers den auslaufenden Vertrag über die Saison 1998/99 hinaus nicht verlängerten, wurde der Flügelstürmer im September 1999 als Free Agent von den Pittsburgh Penguins unter Vertrag genommen. Im Franchise verbrachte er insgesamt zwei Spielzeiten und war zumeist im Kader der Wilkes-Barre/Scranton Penguins zu finden. Dennoch kam er in Pittsburgh 31-mal in der NHL zum Einsatz. Zudem erreichte er mit Wilkes-Barre/Scranton die Finalserie um den Calder Cup, die allerdings gegen die Saint John Flames verloren ging. Ab der Saison 2001/02 folgten die Ottawa Senators als sein neuer Arbeitgeber, die ihn ebenfalls als Free Agent verpflichtet hatten. Doch auch dort fand Bonvie keine sportliche Heimat in der NHL. Mit der Ausnahme von zwölf Einsätzen für den kanadischen Hauptstadtklub spielte er bis zum Januar 2004, als er im Tausch für Charlie Stephens zur Colorado Avalanche transferiert wurde, ausschließlich für die Binghamton Senators in der AHL. Der Wechsel zur Avalanche brachte diesbezüglich keine Änderung. Im März 2004 absolvierte er sein einziges für das Team und das letzte überhaupt in der NHL. Ansonsten war er bis zum Sommer 2005 – auch bedingt durch den Komplettausfall der NHL-Spielzeit 2004/05 – nur für das AHL-Team der Hershey Bears aktiv.
Zur Saison 2005/06 kehrte Bonvie schließlich zu den Wilkes-Barre/Scranton Penguins zurück. Dort ließ der mittlerweile 32-Jährige seine Karriere in den folgenden drei Spielzeiten ausklingen. In seiner letzten Saison als Aktiver erreichte er im Spieljahr 2007/08 noch einmal das Calder-Cup-Finale. Daraufhin beendete er seine aktive Karriere, in der er im Profibereich insgesamt 5123 Minuten auf der Strafbank verbrachte. Seine – allein in der regulären Saison der NHL und AHL angehäuften – 4804 Minuten stellen einen absoluten Rekord im Profibereich dar. Davon erhielt er 4493 Minuten in der AHL, womit er diese Statistik unangefochten anführt. Der nächstfolgende Rob Murray weist mit 2940 Minuten über 1500 weniger als Bonvie auf.
Unmittelbar nach seinem Karriereende wurde Bonvie von den Toronto Maple Leafs als Scout verpflichtet. Dort war er ein Jahr lang tätig, ehe sich sein Ex-Team Chicago Blackhawks seine Dienste in dieser Position sicherte. In Chicago arbeitete er sechs Spielzeiten lang. Zur Saison 2015/16 wurde er von den Boston Bruins abgeworben, für die er seither als Scout fungiert und zwischen den Titel des Director of Professional Scouting trägt. Im Jahr 2024 wurde er in die AHL Hall of Fame aufgenommen.

## Erfolge und Auszeichnungen
- 1995 Teilnahme am AHL All-Star Classic
- 2024 Aufnahme in die AHL Hall of Fame

## Karrierestatistik
(Legende zur Spielerstatistik: Sp oder GP = absolvierte Spiele; T oder G = erzielte Tore; V oder A = erzielte Assists; Pkt oder Pts = erzielte Scorerpunkte; SM oder PIM = erhaltene Strafminuten; +/− = Plus/Minus-Bilanz; PP = erzielte Überzahltore; SH = erzielte Unterzahltore; GW = erzielte Siegtore; 1 Play-downs/Relegation; Kursiv: Statistik nicht vollständig)